# Valle Medio del Guadalquivir
Die Comarca Valle Medio del Guadalquivir ist eine der 8 Comarcas in der Provinz Córdoba. Sie wurde, wie alle Comarcas in der Autonomen Gemeinschaft Andalusien, mit Wirkung zum 28. März 2003 eingerichtet.
Die im Westen der Provinz gelegene Comarca umfasst 9 Gemeinden mit einer Fläche von 1.686,30 km².

## Lage
|                 | Valle del Guadiato                          |             |
|                 | Kompassrose, die auf Nachbargemeinden zeigt | Córdoba     |
| Provinz Sevilla |                                             | Campiña Sur |

## Gemeinden
| Gemeinde                             | Einwohner (2024) | Fläche km² | Dichte Einw./km² | Cod INE | Postleitzahl |
| ------------------------------------ | ---------------- | ---------- | ---------------- | ------- | ------------ |
| Almodóvar del Río                    | 7.981            | 172,53     | 46               | 14005   | 14720        |
| La Carlota                           | 14.381           | 78,97      | 182              | 14017   | 14100        |
| Fuente Carreteros                    | 1.067            | 9,26       | 115              | 14901   | 14110        |
| Fuente Palmera                       | 9.907            | 65,47      | 151              | 14030   | 14120        |
| Guadalcázar                          | 1.556            | 72,37      | 22               | 14033   | 14130        |
| Hornachuelos                         | 4.390            | 909,22     | 5                | 14036   | 14740        |
| Palma del Río                        | 20.546           | 200,19     | 103              | 14049   | 14700        |
| Posadas                              | 7.224            | 160,28     | 45               | 14053   | 14730        |
| La Victoria                          | 2.335            | 18,01      | 130              | 14065   | 14140        |
| Comarca Valle Medio del Guadalquivir | 69.387           | 1.686,30   | 41               | –       | –            |

## Nachweise
1. ↑  Instituto Nacional de Estadística Municipal Register of Spain
2. ↑  Orden de 14 de marzo de 2003, por la que se aprueba el mapa de comarcas de Andalucía a efectos de la planificación de la oferta turística y deportiva, Boletín Oficial de la Junta de Andalucía (Amtsblatt der Regierung von Andalusien), Nr. 59 vom 27. März 2003, S. 6248